# Benedek Elemér Vidos
Benedek Elemér Vidos (Budapest, 7 de febrer de 1902 - Nimega, 18 de març de 1987) fou un romanista neerlandès d'origen hongarès.

## Vida i obra
Vidos va néixer en una família jueva amb el nom de "Benedek Elemér Wallerstein"; el seu pare es va convertir al catolicisme el 1910 i va canviar-se el nom en "Vidos". Vidos va signar la major part de la seva obra com a "B. E." o també "Benedictus Eleutherius", forma llatina corresponent al nom hongarès.
Va estudiar a Budapest llatí i llengües romàniques (francès, espanyol, italià) i després va estudiar a Bolonya amb Giulio Bertoni i a Berlín amb Ernst Gamillscheg. Va obtenir el títol de doctor el 1928 amb la tesi Szóföldrajzi kutatások (recerques geolingüístiques) i fou professor d'institut a Budapest. El 1932 va ser contractat com a lector d'espanyol i italià a la Universitat Catòlica de Nimega i des de 1946 a 1971, quan es va jubilar, fou catedràtic de filologia romànica en aquesta universitat.
L'obra més coneguda de Vidos és el manual de lingüística romànica de 1956, que es traduí del neerlandès a diversos idiomes, entre ells l'espanyol. El manual partí de les seves classes i conferències i tracta tant la història de la disciplina com també diversos aspectes d'aquesta. Avui dia ja no és actual, però sí que fou molt utilitzat en el moment de la seva publicació. Vidos feu recerca sobretot en el camp dels préstecs lèxics; per exemple, el seu estudi sobre els mots mariners italians que han passat al francès, els mots holandesos a l'espanyol o els mots espanyols en italià.
El 1968 rebé la medalla de l'orde d'Alfonso X el Sabio i rebé també l'orde Al Merito della Repubblica Italiana per les seves contribucions a la lexicologia de les llengües espanyola i italiana, respectivament.

## Publicacions
- Contributo alla storia delle parole francesi di origine italiana (1931)
- La forza di espansione della lingua italiana. Discorso pronunziato per l'inaugurazione dei corsi di filologia italiana e spagnuola all'Università cattolica Carlo Magno di Nimega martedi 15 novembre 1932 da B. E. Vidos, Nimega, 1932
- Profilo storico-linguistico dell'influsso del lessico nautico italiano su quello francese (1932)
- Beiträge zur französischen Wortgeschichte, in: Zeitschrift für französische Sprache und Literatur 57-58, 1933-1934
- Storia delle parole marinaresche italiane passate in francese. Contributo storico-linguistico all'espansione della lingua nautica italiana, Florència 1939
- Nieuwe onderzoekingen over Nederlandsche woorden in Romaansche talen. Methode. Resultaten. Rede uitgesproken bij zijn aanvaarding van het hoogleraarschap te Nijmegen (1947)
- Handboek tot de romaanse taalkunde, 's-Hertogenbosch 1956 (en italià: Manuale di linguistica romanza, Florència 1959, 1970, 1975; en espanyol: Manual de lingüística románica, traduït de l'italià per Francesc de Borja Moll, Madrid 1963, 1973; alemany: Handbuch der romanischen Sprachwissenschaft, traduït per Georg Roellenbleck, Múnic 1968; portuguès: Manual de lingüística românica, Rio de Janeiro 1996, 2001)
- Prestito, espansione e migrazione dei termini tecnici nelle lingue romanze e non romanze. Problemi, metodo e risultati, Florència 1965 (recull d'articles)
- Relaciones antiguas entre España y los Países Bajos y problemas de los préstamos holandeses flamencos en castellano, en Revista de Filología Española, LV, 1972, p. 233-242
- Sobre la penetración de hispanismos en napolitano e italiano, en Revista de Filología Española, LVII, 1974-75, p. 65-78
- Etimología del español 'agolar' con un ensayo sobre la terminología náutica de Eugenio de Salazar, en Boletín de la Real Academia Española, LVIII, 1978, p. 25-45.